# HMS Codrington (D65)
«Кодрінгтон» (англ. HMS Codrington (D65) — військовий корабель, лідер ескадрених міноносців типу «A» Королівського військово-морського флоту Великої Британії за часів Другої світової війни.
Лідер ескадрених міноносців «Кодрінгтон» був закладений 20 червня 1928 року на верфі компанії Swan Hunter & Wigham Richardson у Волсенді. 7 серпня 1929 року він був спущений на воду, а 4 червня 1930 року увійшов до складу Королівських ВМС Великої Британії.
Спочатку проходив службу в Середземноморському флоті, 1936 році переведений до Домашнього флоту. Під час Другої світової війни «Кодрінгтон» взяв участь у бойових діях на морі, бився у Північній Атлантиці, в Норвегії. Але вже 27 липня 1940 року потоплений у наслідок авіаційного нальоту німецької авіації на рейді Дувра.
За проявлену мужність та стійкість у боях Другої світової бойовий корабель відзначений двома бойовими відзнаками.

## Історія
7 квітня 1940 року лідер есмінців «Кодрінгтон» приєднався до сил ескорту лінійних кораблів «Родні» та «Валіант» і лінійного крейсеру «Ріпалс», що йшли на перехоплення капітальних бойових кораблів Крігсмаріне, яких розвідка виявила у Північному морі західніше Ютландії.